# Rodolfo Gutiérrez
Rodolfo Gutiérrez Fernández (Orense, España, 20 de agosto de 1930) es un exfutbolista español que se desempeñaba como defensa.

## Clubes
| Club                         | País   | Año       |
| ---------------------------- | ------ | --------- |
| R. C. Deportivo de La Coruña | España | 1952-1957 |
| Real Zaragoza                | España | 1958-1961 |
| Club Atlético de Ceuta       | España | 1961-1964 |